# Luis Sánchez Varona
Luis Sánchez Varona y Calvo (* 3. September 1923 in Havanna; † 5. Juli 1989 ebenda), auch als Luis S. Varona zitiert, war ein kubanischer Geologe und Wirbeltier-Paläontologe, der sich vornehmlich mit fossilen und subfossilen Säugetieren befasste. Zudem war er Wissenschaftsjournalist, Tierzeichner und Naturfotograf.

## Leben
Varona studierte an der Academia de La Salle und an der Nationalen Journalistenschule. Im Juli 1961 wurde er Mitglied der Kommission, die der Exekutivdirektion des Nationalen Instituts für Agrarreform unter der Leitung von Antonio Núñez Jiménez angegliedert war und deren Ziel es war, die vorhandenen Exponate in den naturhistorischen Museen und Sammlungen des Landes zu sichten und zu erwerben, um die notwendigen Voraussetzungen für die Gründung eines kubanischen Museums für Naturwissenschaften zu schaffen. Dieses entstand 1962 aus dem ehemaligen Museo Cubana de Ciencias Naturales unter dem Namen El Museo de Ciencias 'Felipe Poey', wo Varona als Kurator der Säugetierabteilung tätig war. Im selben Jahr war er Gründungsmitglied der Academia de Ciencias de Cuba und begann seine Mitarbeit am Institut für Zoologie, wo er bis zu seiner Pensionierung im Jahr 1979 tätig war.
Varona forschte über Krokodile, Wale, Fledermäuse, einige Vogelarten, den Schlitzrüssler, den „Perro Mudo“, einen urtümlichen Haushund der Ureinwohner Kubas, sowie über den Wildhund Cubacyon. Er widmete sich besonders den kubanischen Ferkelratten, die als lebende Fossilien betrachtet werden. Als Verfechter der Existenz von Affen in Kuba in präkolumbianischer Zeit veröffentlichte er einige Arbeiten in Zusammenarbeit mit dem Paläontologen Oscar Arredondo. 1987 entdeckte ein Forscherteam, bei dem auch der Anthrolopologe Manuel Fermín Rivero de la Calle mitwirkte, in der Cueva del Mono, einer Höhle in der Sierra de Galeras, Provinz Pinar del Río, den Schädel einer fossilen Primatenart, die Varona zu Ehren 1991 von Arredondo und Rivero als Paralouatta varonai erstbeschrieben wurde. 
Sein Werk Catálogo de los mamíferos vivientes y extinguidos wurde 1974 vom Instituto de Zoología de la Academia de Ciencias de Cuba veröffentlicht und ist ein bedeutendes Standardwerk für biogeografische Analysen über die Säugetiere der Westindischen Inseln.
In seiner Funktion als Publizist engagierte er sich in Beiträgen für die Zeitschrift Revista Bohemia und in der Tageszeitung El Pueblo für den Erhalt und Schutz der Tierwelt Kubas. Seine Texte, welche auf einer wissenschaftlichen Grundlage beruhten und unter anderem die Notwendigkeit eines Zoos in Havanna sowie eines Nationalparks in der Ciénaga de Zapata hervorhoben, waren von großer Bedeutung.
1981 veröffentlichte der Verlag Editorial Gente Nueva sein Werk Mammals of Cuba. Dieses Buch sowie weitere Artikel von ihm über die Natur Kubas, die posthum in die ersten Bände der Enzyklopädie Por los caminos de la Edad de Oro aufgenommen wurden, sind ein Beispiel für sein Bestreben, bei Kindern und Jugendlichen ein Engagement zu fördern, das auf der Wertschätzung der biologischen Vielfalt beruht. Sein Werk Los vertebrados y su historia evolutiva blieb unveröffentlicht.
Varona hielt Vorlesungen an der Universität von Havanna und war als Berater von internationalen Organisationen, darunter die Fauna Preservation Society (heute Fauna & Flora International) in London, die Fundación La Salle de Ciencias Naturales in Venezuela und die IUCN, tätig. Am 27. Mai 1985 wurde ihm die Ehrenmitgliedschaft in der Sociedad Cubana de Ciencias Biológicas verliehen.

## Dedikationsnamen
Neben dem bereits erwähnten Kuba-Affen wurde die kubanische Kondorart Gymnogyps varonai aus dem Pleistozän sowie die rezente Unterart Torreornis inexpectata varonai der Zapataammer nach Varona benannt.

## Erstbeschreibungen von Luis Sánchez Varona
- Capromys garridoi Varona, 1970
- Leiocephalus cubensis minor Varona & Garrido, 1970
- Mesocapromys Varona, 1970
- Mesocapromys auritus (Varona, 1970)
- Mesocapromys sanfelipensis (Varona & Garrido, 1970)
- Metaxytherium riveroi Varona, 1972
- Cubacyon Arredondo & Varona, 1974
- Cubacyon transversidens Arredondo & Varona, 1974
- Mesocapromys angelcabrerai (Varona, 1979)
- Geocapromys kraglievichi Varona & Arredondo, 1979
- Geocapromys megas Varona & Arredondo, 1979
- Geocapromys pleistocenicus Varona & Arredondo, 1979
- Capromys pilorides doceleguas Varona, 1980
- Capromys pilorides gundlachianus (Varona, 1983)
- Mysateles prehensilis meridionalis Varona, 1986